# Miccolamia dracuncula
Miccolamia dracuncula är en skalbaggsart som beskrevs av J. Linsley Gressitt 1942. Miccolamia dracuncula ingår i släktet Miccolamia och familjen långhorningar. Inga underarter finns listade i Catalogue of Life.